# 焦磷酸钨(IV)
焦磷酸钨(IV)是一种无机化合物，化学式为WP2O7，它和焦磷酸锆(IV)同构。它可由三氧化钨、钨和磷酸氢二铵在900 °C反应得到；磷在高温还原三氧化钨，也有焦磷酸钨(IV)生成。负载铂或钯的焦磷酸钨(IV)可用于催化氢气的氧化反应。